# The Scavenger Bride
The Scavenger Bride è l'ottavo album discografico del gruppo musicale statunitense Black Tape for a Blue Girl,  pubblicato nel 2002 dalla Projekt Records.
È il primo album della band senza il cantante Oscar Herrera, sostituito da Elysabeth Grant.
Shadow of a Doubt è una cover del brano dei Sonic Youth, presente nel loro album del 1986 EVOL.

## Tracce[3]
Tutti i brani sono di Sam Rosenthal, eccetto dove indicato.
1. The Scavenger Bride - 2:45
2. Kinski - 3:30 (Rosenthal/Lisa Feuer)
3. All My Lovers - 4:02
4. Shadow of a Doubt - 2:32 (Kim Gordon/Sonic Youth)
5. The Doorkeeper - 1:17
6. Floats in the Updrafts - 1:36
7. A Livery of Bachelors - 4:20
8. Das Liselottenbett - 2:42 (Rosenthal/Feuer)
9. The Lie Which Refuses to Die - 2:49
10. The Scavenger's Daughter - 8:04
11. Like a Dog/Letter to Brod - 10:27 (Rosenthal/Vicki Richards)
12. The Whipper - 1:22
13. Bastille Day, 1961 - 5:48

## Formazione
- Sam Rosenthal - tastiere, pianoforte, voce
- Elysabeth Grant - voce, viola
- Lisa Feuer - flauto
- Vicki Richards - violino
- Julia Kent - violoncello
- Christopher David - chitarra
- Bret Helm - chitarra, doumbek, voce
- Michael Laird - dulcimer, mandolino, percussioni, voce
- Steve Roach - gong
- Martin Bowes - voce
- Athan Maroulis - voce